# Chovot ha-Levavot
Chovot haLevavot (in ebraico: חובות הלבבות‎, Ḫoḇōt ha-Ləḇaḇōt, italiano: I doveri dei cuori), è l'opera principale del filosofo e rabbino Bahya ibn Paquda, nome completo Bahya ben Joseph ibn Pakuda. Ibn Paquda fu un teologo ebreo che visse a Saragozza, in Spagna, durante la prima metà dell'XI secolo.
L'opera rappresenta uno dei primi e principali trattati di etica ebraica e fu scritta in giudeo-arabo (ma con caratteri ebraici) verso il 1040 col titolo Kitāb al-hidāya ’ilā fara'id al-qulūb, Libro di Direttiva ai Doveri del Cuore, a volte intitolato anche Guida ai Doveri del Cuore, e tradotto in ebraico da Judah ben Saul ibn Tibbon negli anni 1161-80 col titolo Chovot ha-Levavot. Esisteva anche un'altra traduzione dell'epoca, fatta da Joseph Kimhi, ma il testo completo è andato perduto.

## Traduzioni
- Dall'arabo all'ebraico di Rabbi Yehuda ibn Tibbon; traduzione inglese di Daniel Haberman "Duties of the Heart" Feldheim Publishers, Gerusalemme & New York, 1996.
- Bahya ibn Paquda, I doveri del cuore, Edizioni Paoline s.r.l., Milano-Torino, 1988 (IT)
- Mansoor, Menahem. The Book of Direction to the Duties of the Heart, The Littman Library of Jewish Civilization: Oxford, 2004 (EN)